# Рибалочка папуанський
Рибалочка папуанський (Ceyx solitarius) — вид сиворакшоподібних птахів родини рибалочкових (Alcedinidae). Мешкає на Новій Гвінеї та на сусідніх островах. Раніше входив до комплексу видів новогвінейського рибалочки-крихітки, однак був визнаний окремим видом.

## Поширення і екологія
Папуанські рибалочки мешкають на Новій Гвінеї, а також на островах Ару, Раджа-Ампат, Біак, Япен, Каркар і Д'Антркасто. Вони живуть в підліску вологих рівнинних тропічних лісів, в густих вторинних заростях і на плантаціях. Зустрічаються на висоті до 1300 м над рівнем моря.